# Achryson
Achryson é um gênero de coleópteros da tribo Achrysonini (Cerambycinae), distribuídos na região neotropical e Estados Unidos.

## Espécies
- Achryson chacoense Di Iorio, 2003
- Achryson foersteri Bosq, 1953
- Achryson immaculipenne Gounelle, 1909
- Achryson jolyi Monné, 2006
- Achryson lineolatum Erichson, 1847
- Achryson lutarium Burmeister, 1865
- Achryson maculatum Burmeister, 1865
- Achryson maculipenne (Lacordaire, 1868)
- Achryson meridionale Martins, 1976
- Achryson peracchii Martins, 1976
- Achryson philippii Germain, 1898
- Achryson pictum Bates, 1870
- Achryson quadrimaculatum Fabricius, 1793
- Achryson surinamum Linnaeus, 1767
- Achryson undulatum Burmeister, 1865
- Achryson unicolor Bruch, 1908
- Achryson uniforme Martins & Monné, 1975